# You Get What You Give
You Get What You Give is een nummer van de Amerikaanse band New Radicals uit 1999. Het is de eerste single van hun debuutalbum Maybe You've Been Brainwashed Too.
In een interview met Time zei U2-gitarist The Edge dat "You Get What You Give" het nummer is waar hij het meest jaloers op is. "Ik zou het graag zelf hebben geschreven", aldus The Edge. New Radicals-zanger Gregg Alexander zei de laatste paar regels van het nummer, waarin onder andere Beck, Hanson, Courtney Love en Marilyn Manson belachelijk worden gemaakt, geschreven te hebben om te kijken hoeveel media-aandacht het teweeg zou brengen. Zoals hij al verwachtte, viel die media-aandacht wat tegen.
"You Get What You Give" wist wereldwijd de hitlijsten te bestormen. In de Amerikaanse Billboard Hot 100 werd een bescheiden 36e positie behaald. In de Nederlandse Top 40 haalde het de 19e positie en was Alarmschijf, en in de Vlaamse Ultratop 50 de 42e.